# 758
سنة 758 م كانت سنة بسيطة تبدأ يوم الأحد (الرابط يظهر نموذج التقويم الكامل للسنة) من التقويم اليولياني. بدأت تسمية السنة ب758 منذ العصور الوسطى المبكرة، عندما أصبح تقويم أنو دوميني هو الأسلوب السائد في أوروبا لتسمية السنوات.

## مواليد
- سهل بن هارون شاعر عراقي

## وفيات
- القاسم بن مجاشع التميمي
- أبان بن تغلب لغوي عراقي
- عثمان بن نهيك
- موسى بن عقبة